# Nana Aleksàndria
Nana Gueórguievna Aleksàndria (en georgià: ნანა ალექსანდრია); nascuda el 13 d'octubre de 1949 a Poti (llavors a la República Socialista Soviètica de Geòrgia, URSS), és una Gran Mestre Femení (WGM) d'escacs georgiana, que, sota bandera soviètica, va ser dos cops aspirant al Campionat del món d'escacs femení. Aleksàndria va obtenir el títol de Mestre Internacional Femení (WIM) el 1966, i el de WGM el 1976. És, a més, Àrbitre Internacional des de 1995.
Aleksàndria va arribar a ser la jugadora número 1 del món a la llista d'Elo de la FIDE de gener de 1983, amb un Elo de 2355 punts, empatada amb Maia Txiburdanidze, Pia Cramling, i Nona Gaprindaixvili.

## Resultats destacats en competició
Fou tres cops Campiona femenina de l'URSS, els anys 1966, 1968 (ex aequo) i 1969. Va ser dos cops subcampiona del món, el 1975, quan va perdre el matx pel títol contra Nona Gaprindaixvili (+3 =1 −8), i el 1981, quan va empatar contra Maia Txiburdanidze (+4 =8 −4), retenint aquesta darrera el títol en tant que campiona regnant.
Aleksàndria va representar la Unió Soviètica en sis Olimpíades d'escacs, els anys 1969, 1974, 1978, 1980, 1982 i 1986, essent una de les jugadores que van contribuir al total domini dels equips soviètics a les competicions internacionals femenines els anys 1970 i 1980.
Retirada del joc actiu, és directiva de la FIDE, i fou nomenada directora del Comitè de la FIDE per a les dones el 1986.